# 曹松
曹（約830年—903年），字夢徵，晚唐舒州桐城縣人。
早年因避戰亂流亡洪州（今江西南昌）西山，後依建州（治所建安，今福建建甌）刺史李頻。李頻死，再度流落江湖，長年奔波於浙江、福建、廣州等地。曹松不滿現實，但又熱衷功名，唐昭宗天復元年（901年）杜德祥榜進士及第，當時高齡七十一歲，與王希羽、劉象、柯崇、鄭希顔合稱“五老榜”。初授校書郎，終官秘書省正字。同年冬，辞官返回江西。天復二年（902年）以後謝世。工於詩，其詩多描寫名山勝水，尤多南國風光，風格近似賈島，但沒有賈氏的幽峭、怪澀。有《己亥歲二首》：“憑君莫話封侯事，一將功成萬骨枯”，乃千古絕唱。著有《曹夢徵詩集》3卷。《全唐詩》卷886錄其詩140首。

## 作品
《己亥歲二首》
【其一】
澤國江山入戰圖，生民何計樂樵蘇。
憑君莫話封侯事，一將功成萬骨枯。
【其二】
傳聞一戰百神愁，兩岸強兵過未休。
誰道滄江總無事，近來長共血爭流。 